# Tabaré Larre Borges
Tabaré Larre Borges Gallareta, (nacido el 6 de febrero de 1922) es un exjugador de baloncesto uruguayo. Fue medalla de bronce con Uruguay en los Juegos Olímpicos de Helsinki 1952.